# 卡拉拉美术学院

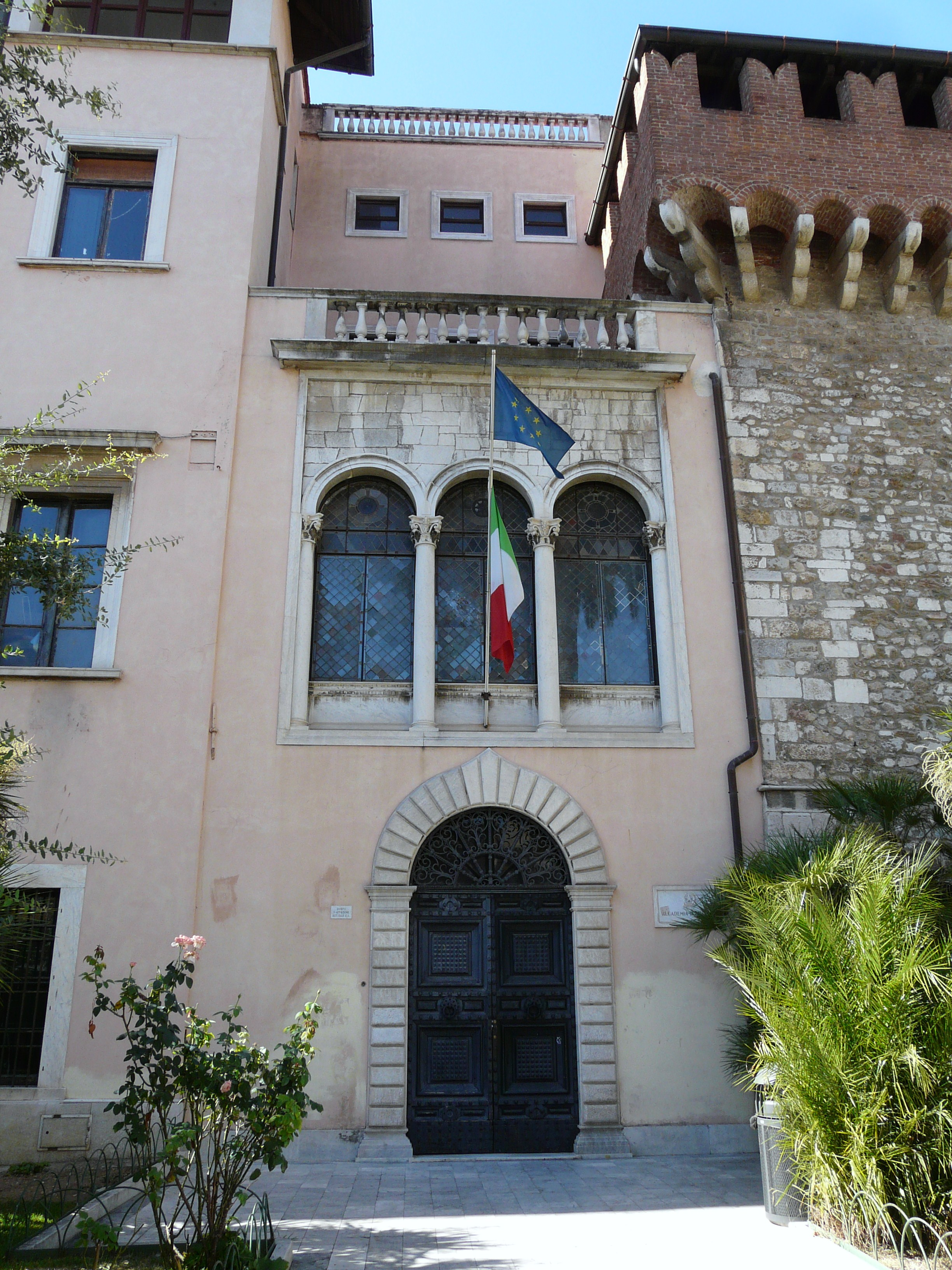
卡拉拉国立美术学院

卡拉拉国立美术学院（意大利语：Accademia di belle arti di carrara），位于意大利托斯卡纳大区的卡拉拉的一所美術學院。校址临近比萨和佛罗伦萨，于1769年9月26日由玛利亚·特雷萨·西博建立。